# Becoming Insane
Becoming Insane è un singolo degli  Infected Mushroom pubblicato nel 2007 da Brand New Entertainment, estratto dall'album Vicious Delicious.

## Descrizione
Anche se la maggior parte della canzone è cantata in inglese, alcune frasi sono cantate in spagnolo da Gil Cerezo dei Kinky.

## Tracce
1. Becoming Insane (Radio Mix) – 3:10
2. Becoming Insane (Album Mix) – 7:27
3. Deeply Disturbed (Infected Remix) – 9:02
4. Merlin (Infected Remix) – 8:23